# Drożdże spożywcze

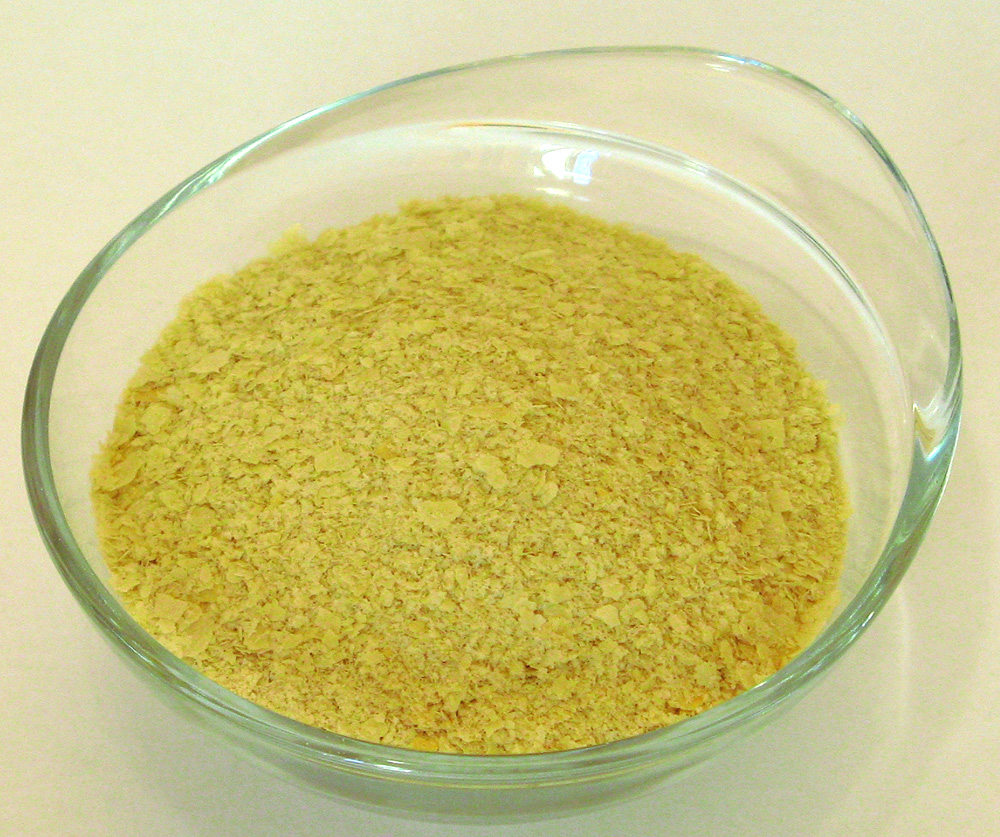
Drożdże odżywcze w płatkach

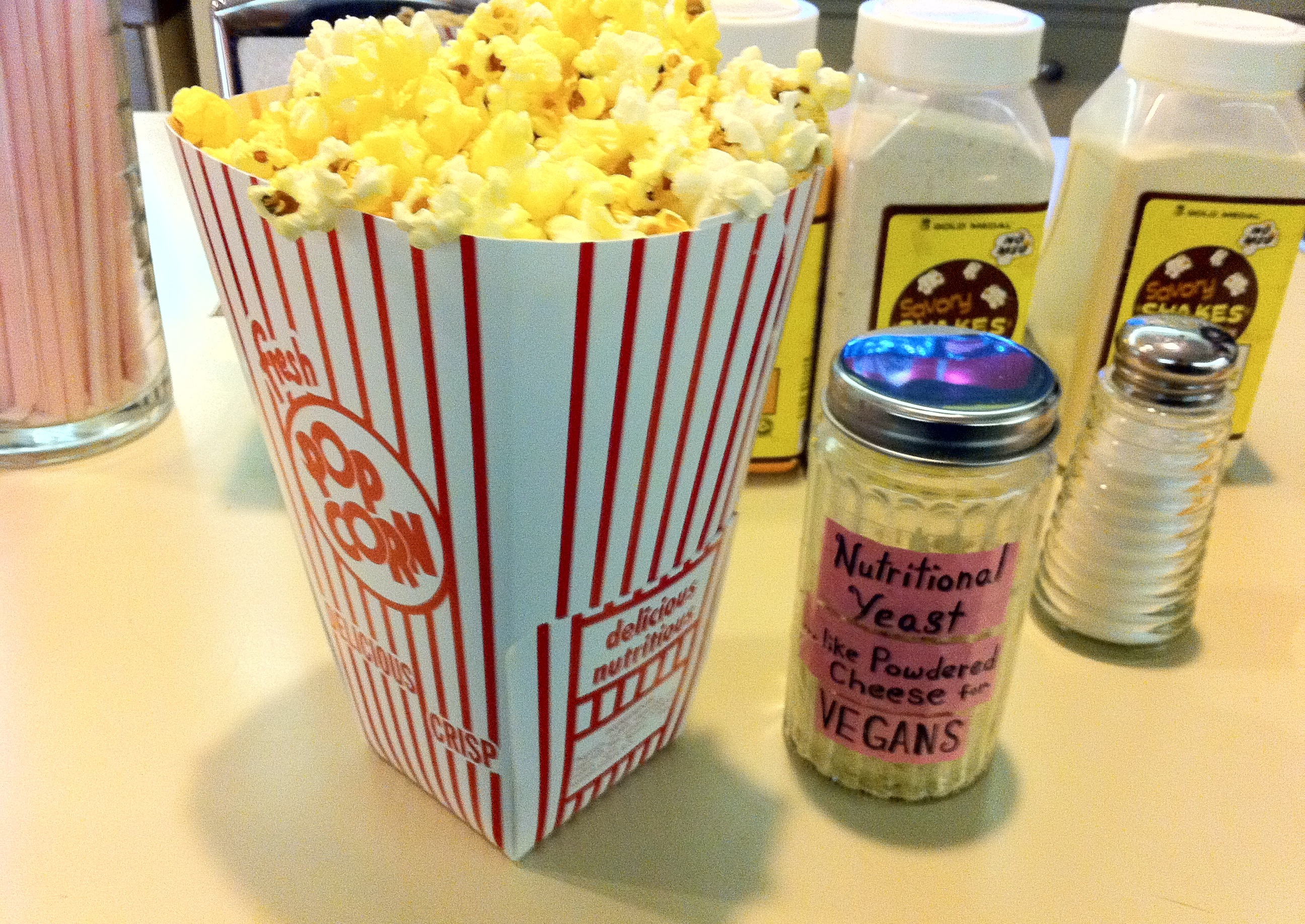
Ze względu na serowy smak, drożdże odżywcze są często wykorzystywane jako przyprawa

Drożdże spożywcze – dezaktywowane drożdże, które są dostępne na rynku jako produkt spożywczy. Sprzedawane są zwykle w formie płatków lub proszku i są popularne wśród wegan oraz wegetarian. Najczęściej są to Saccharomyces cerevisiae, ale wykorzystuje się także inne gatunki, np. Yarrowia lipolytica czy Kluyveromyces marxianus.

## Właściwości odżywcze
Drożdże zawierają witaminy z grupy B (oprócz witaminy B12), dzięki czemu są atrakcyjnym suplementem diety dla wegan. Te same witaminy znajdują się również w produktach fermentowanych na drożdżach. Drożdże spożywcze mają naturalnie niską zawartość tłuszczu i sodu oraz są źródłem białka i witamin, a także innych minerałów niezbędnych do wzrostu. Ponieważ nie zawierają witaminy B12, często są one sztucznie wzbogacane o tę substancję, która z kolei może być produkowana przez bakterie.
Właściwości drożdży spożywczych różnią się w zależności od producenta. Przeciętnie, dwie łyżki produktu zawierają 60 kalorii, w tym: 5 g węglowodanów (w tym 4 g błonnika pokarmowego), 9 g białka, które jest białkiem pełnowartościowym zawierającym wszystkie dziewięć aminokwasów, których ludzkie ciało nie jest w stanie wytworzyć samodzielnie. Zawierają one także 5% rekomendowanego dziennego spożycia żelaza, a w wersji wzbogaconej 20% oraz 35–100% rekomendowanego dziennego spożycia witamin B1 i B2. Produkt cechuje się silnym smakiem, opisywanym jako orzechowy, serowy lub kremowy, bez goryczy. Ta cecha czyni go popularnym składnikiem substytutów sera, często wykorzystywanym przez wegan. Drożdże spożywcze różnią się od ekstraktu z drożdży, który ma bardzo silny smak i występuje w postaci ciemnobrązowej pasty.
Drożdże spożywcze nie zawierają dodatku glutaminianu sodu, ale wszystkie dezaktywowane drożdże zawierają naturalne glutaminiany, ponieważ kwas glutaminowy występuje naturalnie w komórkach wszystkich drożdży.

## Produkcja
Drożdże spożywcze są produkowane poprzez kilkudniowy wzrost drożdży w pożywce. Głównym substratem używanym we wzroście drożdży jest glukoza, często z melasy buraczanej lub trzcinowej. Kiedy drożdże osiągną pożądaną objętość, są dezaktywowane przy użyciu wysokiej temperatury, a następnie oddzielane, myte, suszone i pakowane. Najczęściej wykorzystywane są drożdże Saccharomyces cerevisiae. Szczep wykorzystywany w produkcji jest dobierany pod względem pożądanych cech i często cechuje się innym fenotypem, niż drożdże wykorzystywane w piekarnictwie i piwowarstwie.